# 近藤茂
近藤 茂（こんどう しげる、1982年11月23日 - ）は、日本の男子元バレーボール選手。静岡県掛川市出身。ポジションはセッター。

## 来歴
掛川工業高校を経て、順天堂大学へ進学。大学卒業後の2005年に地元静岡県の東レアローズに入団した。
2009-2010年Vプレミアリーグでは両利きのセッター阿部裕太と二枚看板で活躍し、2010年の日本代表登録メンバーに初選出された。
宇佐美大輔引退後の2013年バレーボール・ワールドリーグ（監督：ゲーリー・サトウ）では、正セッターに抜擢された。
2014年5月の第63回黒鷲旗大会をもって現役を引退し、6月からマネージャーに就任した。2017年退団。

## 球歴
- 日本代表 - 2010年、2012-13年

## 所属チーム
- 静岡県立掛川工業高等学校
- 順天堂大学
- 東レアローズ（2005-2014年）